# 光衰减器

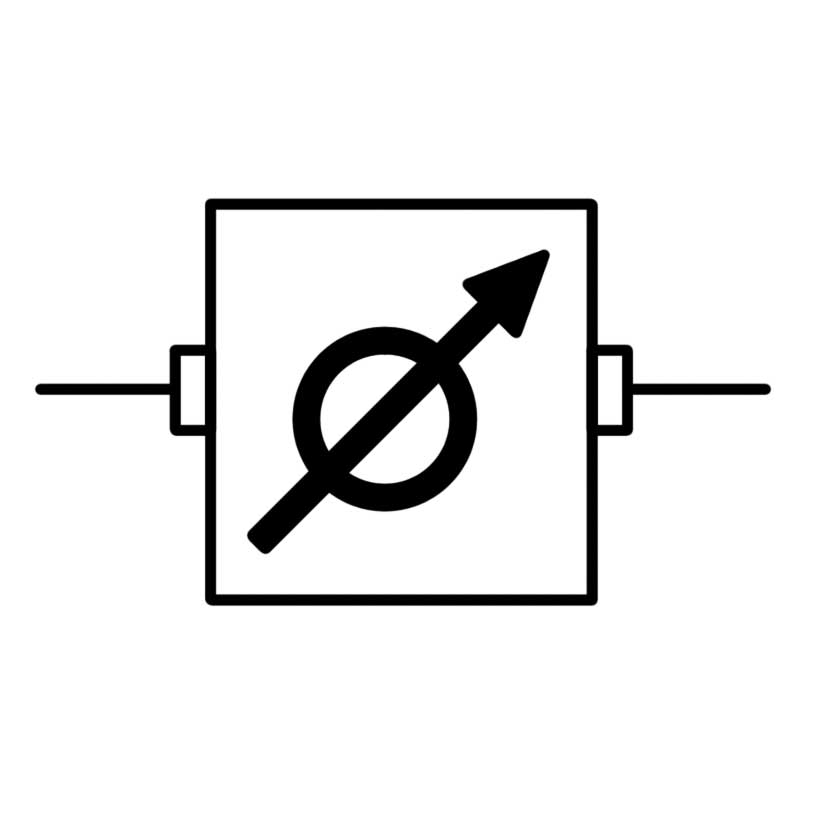
可变光衰减器

光衰减器（optical attenuator）、光学衰减器或光纤衰减器（fiber optic attenuator）是一种用于减少存在于自由空间或光導纖維中的光信号功率的设备。光衰减器的基本类型有固定、逐步可变和连续可变。

## 应用
光衰减器常被用于光纤通信，无论是测试功率边缘时暂时添加一个信号丢失量，还是永久安装以正确匹配发送机与接收机的适配范围。急剧弯折的光纤可能导致损耗。如果接收到的信号太强，一个临时方法就是将光缆环绕固定在一根铅笔上，直至达到期望的衰减水平。但是，这种布线是不可靠的，受应力影响，光纤维将逐渐折断。

## 运作原理
功率减小是通过如吸收、反射、扩散、散射、偏转、衍射和散射等手段来完成。光衰减器通常通过吸收光来工作，如太阳镜吸收额外的光能。它们通常具有工作波长范围，在范围内均等地吸收所有光能。它们不应反射光或将光散射在空气间隙中，因为这可能在光纤系统中引起不希望的后向反射。另一种衰减器则是利用一定长度的高损耗光纤，以其输出信号的功率水平小于输入水平的功率方式完成。 

## 类型
光衰减器有多种不同的形式，并通常被分类为固定或可变衰减器。此外，可以根据连接器类型将其归类为LC、SC、ST、FC、MU、E2000等。

### 固定衰减器
在光纤系统中使用的固定光衰减器可以为它们的功能使用各种原理。首选的衰减器使用掺杂光纤或错排对接的接头或总功率，因为它们都可靠且实惠。在线式衰减器集成在跳线光缆中。可选的扩展型衰减器是一个可以添加到其他光缆的小型公母适配器。
非首选衰减器经常使用间隙损失或反射原理。此类设备可能对以下情况敏感：模态分布、波长、污染、振动、温度、突发功率造成的损坏，可能导致后向反射、可能导致信号扩散等。

### 环回衰减器
环回光纤衰减器设计用于板或其他设备的测试、工程和老化阶段。可用于SC/UPC、SC/APC、LC/UPC、LC/APC、MTRJ、MPO的单模应用。LC和SC类型的黑色外壳内部是900um光纤。MTRJ和MPO类型没有黑色外壳。

### 内置可变衰减器
内置式可变光衰减器可以手动或电控控制。手动装置对于系统的一次性设置有用，并且近似等同于固定衰减器，并且可被称为“可调衰减器”。而电控衰减器可以提供自适应功率优化。
电控装置的属性优点包括响应速度和避免所发送信号的劣化。动态范围通常相当受限，并且功率反馈可能意味着长期稳定性是一个相对较小的问题。响应速度是动态可重配置系统中的一个特别重要的问题，其中百万分之一秒的延迟就可能导致大量传输数据的丢失。用于高速响应的典型技术包括液晶可变衰减器（LCVA）和铌酸锂装置。有一类内置衰减器在技术上与测试衰减器不同，它们被封装用于机架安装，并且没有测试显示器。

### 可变光学测试衰减器
可变光学测试衰减器通常使用可变中性密度滤波器。尽管成本相对较高，但是该布置具有稳定、波长不敏感、模式不敏感并且提供大动态范围的优点。多年来已经尝试诸如LCD、可变气隙等方案，但成功度有限。
它们可以是手动或电动机控制。电机控制能为普通用户提供独特的生产率优势，因为常用的测试序列可以自动运行。
衰减器仪器校准是一个主要问题。用户通常想要一个绝对端口进行端口校准。此外，校准通常应该在多个波长和功率水平下进行，因为装置并不总是线性。然而，许多仪器实际上不提供这些基本特征，可能是为降低成本。最精确的可变衰减器仪器具有数千个校准点，从而在使用中获得良好的总体精度。

## 自动化测试
使用可变衰减器的测试序列可能非常耗时。因此，自动化可能非常有益。台式和手持式设备都提供此类功能。